# Gymnosoma rotundatum
Gymnosoma rotundatum es una especie de mosca de la familia Tachinidae.

## Distribución
Se distribuye por la región paleártica.